# Wansbeck

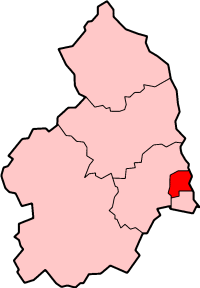
Localisation du district de Wansbeck dans le Northumberland

Wansbeck est un ancien district non-métropolitain du Northumberland, en Angleterre. Il doit son nom à la rivière Wansbeck.
Il a été créé le 1er avril 1974 par le Local Government Act de 1972 et est issu de la fusion des districts urbains de Ashington, Bedlingtonshire et Newbiggin-by-the-Sea. Ses principales villes sont Ashington, où siégeait le conseil de district, Bedlington et Newbiggin-by-the-Sea. Il se trouve au bord de la mer du Nord, au nord de la conurbation de Tyneside.
Le conseil de district a été aboli par les changements structurels de l'administration locale anglaise de 2009, entrés en vigueur le 1er avril 2009. Ses pouvoirs ont été transférés au conseil de comté du Northumberland, agissant en tant qu'autorité unitaire.

## Source
- (en) Cet article est partiellement ou en totalité issu de l’article de Wikipédia en anglais intitulé « Wansbeck » (voir la liste des auteurs).